# Myrmekioderma pacificum
Myrmekioderma pacificum är en svampdjursart som beskrevs av Gustavo Pulitzer-Finali 1996. Myrmekioderma pacificum ingår i släktet Myrmekioderma och familjen Heteroxyidae.
Artens utbredningsområde är havet utanför Papua Nya Guinea. Inga underarter finns listade i Catalogue of Life.